# Кірхберг (Рейн-Гунсрюк)
Кірхберг (нім. Kirchberg) — місто в Німеччині, розташоване в землі Рейнланд-Пфальц. Входить до складу району Рейн-Гунсрюк. Центр об'єднання громад Кірхберг.
Площа — 18,05 км2. Населення становить 3984 ос. (станом на 31 грудня 2020).